# Siče
Siče es una localidad de Croacia en el ejido del municipio de Nova Kapela, condado de Brod-Posavina.

## Geografía
Se encuentra a una altitud de 91 m s. n. m. a 172 km de la capital nacional, Zagreb.

## Demografía
En el censo 2011 el total de población de la localidad fue de 306 habitantes.
| Gráfica de población de Siče 1857-2011                              |
|                                                                     |
| Según los censos de población de la oficina estadística de Croacia. |